# Колумбија
Колумбија (шп. Colombia), званично Република Колумбија (шп. República de Colombia), држава је на северозападу Јужне Америке. Према северозападу се граничи са Панамом, према северу излази на Карипско море, према истоку се граничи са Венецуелом и Бразилом, према југу са Перуом и Еквадором, а према западу излази на Пацифички океан. Колумбија је 26. земља на свету по површини, а четврта у Јужној Америци. Са преко 49 милиона становника на 29. месту је у свету и друга је земља по броју говорника шпанског језика, после Мексика. Колумбија је четврта земља по висини БДП-а у Латинској Америци.
Чланица је КИВЕТС-а и спада у земље које се брзо развијају. Етнички је веома шаролика. Услед вишевековног мешања домородачког становништва са потомцима афричких робова, Европљанима и људима са Блиског истока створена је јединствена културна баштина. Већина градских средишта је смештена на Андима, иако територија Колумбије обухвата и амазонске кишне шуме, тропске пашњаке и карипску и пацифичку обалу. У еколошком погледу Колумбија спада међу 17 земаља које имају највећи биодиверзитет и сматра се земљом са највећим биодиверзитетом по квадратном километру.

## Порекло имена
Име Колумбија је осмислио венецуелански револуционар Франсиско де Миранда извевши га из презимена Кристифора Колумба, чиме је желео да означи цео Нови свет, а посебно онај део који је био под шпанском и португалском влашћу. Касније је Република Колумбија прихватила овај назив за територије које су обухватале некадашње Вицекраљевство Нова Гранада, коју су чиниле данашње државе Колумбија, Панама, Еквадор, Венецуела и северозападни део Бразила.
Године 1835. Венецуела и Еквадор су се издвојили из заједничке државе, а регион Кудинамарка је постао нова држава Република Нова Гранада. Нова Гранада је 1858. званично променила име у Гранадинска Конфедерација, а 1863. у Сједињене Државе Колумбије, да би коначно 1886. добила садашње име — Република Колумбија.

## Историја

### Преисторија
Због свог географског положаја, данашња територија Колумбије била је коридор за људе између Мезоамерике, Кариба, Анда, и Амазоније. Најстарији археолошки налази са локалитета Монсу и Пубенза датирају од двадесет хиљада година пре нове ере. Други остаци указују на ране насеобине у областима као што су Абра између Токансипа, Зипакире и Текендаме у Кудинамарки. Ова налазишта су из палеоиндијанског периода. У Пуерто Ормиги су пронађени трагови из давних времена, укључујући и најстарију грнчарију откривену у Америци од три хиљаде година пре нове ере.

### Преколумбовско раздобље
Десет хиљада година пре нове ере данашњу територију Колумбије су између осталих настањивали домородачки народи Муиска, Кимбаја, Таирона. Заједнице ловаца-сакупљача које су живеле код данашње Боготе трговале су међусобно као и са народима који су живели у долини реке Магдалена. Неких хиљаду година пре нове ере заједнице Амероиндијанаца су развиле политички систем касиказгâ са пирамидалном структуром моћи, на чијем челу је био поглавица или на језику домородаца cacique. Народ Муиска је настањивао области данашњих департмана Бојака и Кудинамарка тј. висораван Алтиплано Кундибојасенсе. Муиске су се бавиле гајењем кукуруза, кромпира, киное и памука а трговали су производима од злата, смарагда, ћебадима, керамичким производима, коком, и сољу са околним народима. Народ Таирона је настањивао северну Колумбију у изолованом планинском венцу Анда у Сијера Невади де Санта Марији.

### Шпанска освајања (1499—1525)
Шпански истраживачи, предвођени Родригом де Бастидасом, су истражили карипску обалу 1500. године. Васко Нуњез де Балбоа је 1508. започео освајање територије у заливу Ураба а 1513. је био први Европљанин који је стигао до Пацифичког океана, ког је назвао Mar del Sul тј. Јужно море.
Алонсо де Охеда је 1500. стигао до полуострва Гвахира. Насеље Санта Марта је основано 1525. а Картахена 1533. године. Гонзало Хименез де Кесада је 1535. предводио експедицију у унутрашњост и основао „Нови Град Гранада“, касније проименован у Санта Фе. Друге две значајне експедиције Шпанаца у унутрашњост Панаме такође су обављене у истом периоду. Себастијан де Белалказар, освајач Кита, путовао је на север и 1536. основао Кали а 1537. Попајан. Николас Федерман је прешао Љанос Оријенталес и дошао до источних Кордиљера.
Последица доласка Европљана била је повећана смртност међу домородачким народима од болести на које нису били имуни, као што су велике богиње, што је довело до њиховог значајног смањења. У 16. веку Европљани почињу да доводе робове из Африке.

### Колонијално раздобље (1525—1808)
Шпанци су се населили дуж северне обале данашње Колумбије почетком 16. века али је њихова прва трајна насеобина, у Санта Марти, основана 1525. године. Краљевска аудијенција у Санта Фе де Боготи је 1549. овом граду доделила статус главног града Нове Гранаде, која је највећим делом обухватала данашњу територију Колумбије.
Због бојазни да би земља могла опустети, шпанска Круна је продала земљиште гувернерима, освајачима и њиховим потомцима што је омогућило стварање великих газдинстава и рудника. Робови су уведени као радна снага. Такође, ради спречавања десетковања домородачког становништва створени су резервати. Обнављање становништва је постигнуто омогућавањем колонизације сељака и њихових породица које су дошле из Шпаније. Овиме је почело колонијално раздобље. Новом Гранадом је управљала Краљевска аудијенција у Санта Фе де Боготи (шп. Real Audiencia de Santa fé de Bogotá) али је важне одлуке доносио Савет Индија (шп. Real y Supremo Consejo de Indias) из Шпаније.
Краљевским декретом из 1713. озакоњено је постојање насеобине Паленке де Сан Басилио коју су основали одбегли робови. То је постало прво слободно место за бивше робове у Америци. Вођа одбеглих робова је био Бенкос Биохо, рођен у области Биохо у Гвинеји Бисао на западу Африке.
Вицекраљевство Нова Гранада је званично створено 1717, да би затим било привремено укинуто, и коначно поново успостављено 1739. године. Главни град вицекраљевства је била Санта Фе де Богота. Вицекраљевство Нова Гранада је обухватало и неке провинције које су раније биле под управом Вицекраљевства Нова Шпанија и Вицекраљевства Перу. Тако је Богота постала један од главних административних центара Шпаније у Новом свету, заједно са Лимом и Мексико Ситијем, иако је била у извесној мери заостала у односу на ова два града у привредном и логистичком погледу.
Свештенику, ботаничару и математичару из 18. века, Хосе Селестину Мутису је вицекраљ Антонио Кабаљеро и Гонгора поверио истраживање природе Нове Гранаде. Ово је познато као Краљевска ботаничка експедиција у Новој Гранади, током које су разврстане биљке, животиње и основана је прва астрономска опсерваторија у Санта Фе де Боготи.

### Стицање независности (1808—1824)
Од почетка колонизације овог подручја било је неколико побуњеничких покрета. Већина је била или уништена или је била сувише слаба да би могла да промени околности. Последњи који се залагао за потпуну независност од Шпаније је оформљен 1810, након независности Санто Доминга (данашњег Хаитија) 1804, чиме је обезбеђена значајна подршка будућим вођама устанка: Симону Боливару и Франсиску де Паула Сантандеру.
Један покрет који је основао Антонио Нарињо, противник шпанског централизма и предводник опозиције против вицекраљевства, изборио се за независност Картахене у новембру 1811, и стварање две независне владе које су се бориле у грађанском рату – раздобљу познатом као La Patria Boba. Следеће године Нарињо је прогласио Уједињене Провинције Нове Гранаде на чијем челу је био Камило Торес Тенорио. Упркос успесима устанка, појава две различите идеолошке струје међу ослободиоцима (федерализам и централизам) подстакла је унутрашњи сукоб и помогла Шпанцима да поврате територију. Вицекраљевство је обновљено под командом Хуана де Самана, чији је режим казнио устанике. Одмазда је подстакла обнављање побуне под вођством Симона Боливара. Он је коначно прогласио независност 1819. године. Прошпанске снаге су поражене 1822. на територији данашње Колумбије а 1823. на територији Венецуеле.
Територија Вицекраљевства Нова Гранада је постала Република Колумбија, организована као унија Еквадора, Колумбија и Венецуеле (Панама је у то време била саставни део Колумбије). Конгрес у Кукути је 1821. усвојио устав републике. Симон Боливар је постао први председник Колумбије а Франсиско де Паула Сантандер потпредседник. Међутим, нова република је била нестабилна и престала је да постоји након што су се отцепили Венецуела 1829. и Еквадор 1830. године.

### Република (1824—1930)
Колумбија је била прва држава која је донела устав у Јужној Америци а Либерална и Конзервативна странка, основане 1848. и 1849, две су најстарије политичке странке на америчком континенту.
Унутрашње политичке и територијалне поделе су 1830. довеле до отцепљења Венецуеле и Кита (данашњи Еквадор). Такозвани „Департман Кудинамарка“ је усвојио назив Нова Гранада (шп. Nueva Granada), који је задржао до 1856. када је постао „Гранадска Конфедерација“ (шп. Confederación Granadina). Након двогодишњег грађанског рата 1863. створене су „Уједињене Државе Колумбије“. Оне су постојале до 1886. када је држава коначно преименована у Републику Колумбију. Унутрашње поделе су остале између двеју политичких снага, стварајући повремено веома крваве грађанске ратове, од којих је најзначајнији био Хиљадудневни Рат (шп. Guerra de los Mil Días) од 1899. до 1902.
Ови догађаји заједно са намерама Сједињених Америчких Држава да остваре контролу над облашћу Панамског канала, довели су 1903. до отцепљења Департмана Панама и стварања државе Панаме. Сједињене Државе су 1921, седам година након завршетка изградње канала, платиле Колумбији двадесет пет милиона долара као вид обештећења, а Колумбија је Споразумом Томсон—Урутија признала Панаму. Године 1932. избио је Колумбијско—перуански рат због територије у Департману Амазонас и његовог главног града Летисије.

### La Violenciaи Национални фронт (1930—1974)
Након колумбијско-перуанског рата, Колумбија је имала релативну политичку стабилност, све до краја четрдесетих година 20. века када је дошло до великих сукоба између присталица Конзервативне и Либералне странке. То раздобље је познато као La Violencia, што на шпанском значи насиље. Сукоб је избио након убиства председничког кандидата Либералне странке Хорхеа Елијесера Гаитана. У Боготи су 9. априла 1948. избили нереди, познати као El Bogotazo, а убрзо су се раширили по целој земљи. У њима је страдало најмање 200.000 Колумбијаца.
Од 1953. до 1964. насиље између две политичке струје је спласнуло након што је Густаво Рохас у војном пучу свргнуо председника Колумбије. Након њега за председника је 1958. године изабран генерал Габријел Парис Гордиљо.
После силаска с власти Рохаса, Конзервативна и Либерална странка су се договориле да оснују „Национални фронт“, коалицију која ће заједно владати земљом. Према договору свака странка ће наизменично делегирати председника на сваке четири године током наредних шеснаест година. Такође, ове две странке су имале паритете и на другим функцијама у државној управи. Национални фронт је окончао раздобље La Violencia, и њихове владе су покушале да остваре дугорочне социјалне и привредне реформе у сарадњи са Алијансом за напредак. Међутим, упркос напретку у одређеним областима остало је много друштвених и политичких проблема а створене су и герилске групе као што су ФАРК, Национална ослободилачка армија и Покрет 19. април, које се боре против владиног и политичког апарата.

## Географија
Колумбија се може поделити на шест природних региона у складу са специфичностима тих подручја. Ти региони су: планински венац Анда; пацифички регион; карипска обала; љаноси; амазонске кишне шуме, и острвски регион.
Колумбија је једна од земаља са највећим биодиверзитетом, у њој живи више ендемских врста него у било којој земљи. Око десет посто свих биљних и животињских врста на свету постоји у Колумбији, укључујући преко хиљаду осамсто врста птица, више него што их заједно имају Европа и Северна Америка, и 456 врста сисара, више него у било којој земљи. Колумбија је једина земља у Јужној Америци која има излаз и на Атлантски и на Пацифички океан. Заједно са острвима у Карипском мору, Колумбија је смештена између 14 и 5 степени СГШ и 66 и 82 ° ЗГД.
С обзиром да је смештена у Ватреном појасу Пацифика, највећи део Колумбије заузимају Анди (у којима се налази већина градских средишта). Иза Колумбијског масива Анди се гранају у три планинска венца: Западне Кордиљере, који се пружају уз обалу Тихог океана и на којима се налази Кали; Централне Кордиљере, који се пружају између долина рекâ Каука и Магдалена, на њима се налазе градови Медељин, Манизалес, Переира и Јерменија; и Источне Кордиљере (шп. Cordillera Oriental) који се протежу ка северу и истоку, и на којима се налазе градови Богота, Букараманга и Кукута. Највиши врх у Западним Кордиљерима је висок 4.250 m, у Централним Кордиљерима је највиши врх висине 5.750 m, док је у Источним Кордиљерима највиши врх висине 5.410 m. са надморском висином већом од 2590 m Богота је највиши град на свету те величине.
Источно од Анда налази се савана, део басена реке Ориноко, док се на крајњем југу и истоку земље налази џунгла, део амазонских кишних шума. Заједно, ове равнице чине више од половине територије Колумбије али на њима живи мање од три процента становништва. У Карипском региону живи око двадесет посто становништва. У њему су велики лучки градови Баранкиља и Картахена. Иако овде преовлађују равнице ту се протеже и планински венац Сијера Невада де Санта Марта са највишим врхом у Колумбији и пустиња Гвахира. Пацифички регион заузима узани појас од обале Тихог океана до планина Серанија де Баудо, ретко је настањен и покривен је густом вегетацијом. Најважнија пацифичка лука у Колумбији је Буенавентура.
У саставу Колумбије се такође налазе и бројна пацифичка и карипска острва. Она чине шести регион који обухвата департмане Сан Андрес и Провиденсија у Карипском мору и острва Малпело и Горгона у Тихом океану.

### Положај
Државе са којима се Колумбија граничи су: Еквадор, Панама, Перу, Венецуела, Бразил, Никарагва. Површина државе износи 1.141.748 km².

### Воде
Највеће реке у Колумбији су Магдалена, Каука, Гвавијаре и Какета, а воде целе земље се одводњавају у 3 слива, ка Тихом океану, Карипском мору (део сливног подручја реке Ориноко) и Атлантику (преко реке Амазон). Реке Ориноко и Амазон чине природну границу Колумбије са Венецуелом и Перуом.

### Клима
До упадљиве разлике у температури и падавинама долази првенствено због разлика у надморској висини. Температуре ваздуха се крећу од тропских на морској обали до прилично ниских на вишој надморској висини, а температурна колебања по областима су релативно мала током године. Температура ваздуха опада за по 2 °C на сваких 300 m надморске висине. Кишне падавине су сезонског карактера и већина се излучи током два кишна периода (у јесен и пролеће). Пацифичка обала Колумбије је један од делова света са највећом количином падавина. На југоистоку земље падне више од 5.000 мм кише, док на полуострву Гвахира падавине ретко прелазе 750 mm на годишњем нивоу. Количина падавина у остатку земље се креће између ова два екстрема.
Колумбија је подељена на четири климатске зоне. До 900 m надморске висине је тијера калијенте или врела земља, где се температуре крећу између 24 и 38 °C. Земљиште најпогодније за обраду као и већина становништва Колумбије смештено је у тијери темплади или умереној земљи, која се налази између 900 и 1.980 m надморске висине. Тијера фрија или хладна земља, налази се између 1.980 и 3.500 m надморске висине. Ово подручје је погодно за узгој пшенице и кромпира. У овом делу земље просечне температуре се крећу између 10 °C и 19 °C. Изнад тијера фрије се налази зона форестада, или шумска област а изнад ње су пашњаци. Изнад 4.500 m надморске висине налази се тијера елада, област која је покривена вечним снегом и ледом.
Око 86% територије Колумбије се налази у подручју тијера калијенте. Тијера фрија обухвата шест посто територије али у њој живи око четвртина становника Колумбије.

### Географске регије
Колумбија је подељена на 6 физичко-географских целина:
- Амазонска област обухвата амазонску прашуму на југу и истоку земље;
- Андска област обухвата колумбијски део планинског ланца Анда;
- Карипска област обухвата карипско приморје и његово планинско залеђе које није део планинског ланца Анда (попут Сијера Невада де Санта Марта);
- Острвска област обухвата острвску територију ван континенталног дела земље у Карипском мору (Сан Андреас) и Тихом океану (острва Горгона и Малпело);
- Источне равнице обухватају североисточни део Колумбије који припада сливу реке Ориноко;
- Пацифичка област обухвата пацифичко приморје и уско планинско залеђе ван планинског ланца Анда (типичан пример је планина Серанија дел Баудо).

## Административна подела
Колумбија је подељена на 32 департмана и дистрикт главног града, који се сматра департманом (Богота је такође и главни град департмана Кундинамарка). Департмани су подељени на општине а општине су подељене на корехимијентосе (шп. corregimientos). Сваки департман има локалну владу са гувернером и скупштином, који су директно изабрани на мандат од четири године. На челу општине су градоначелник и веће, а сваки корехимијенто има оп једног изабраног корехидора (шп. corregidor), или локалног лидера.
Поред главног града још девет градова има статус дистрикта, тј. посебне општине. То су Баранкиља, Картахена, Санта Марта, Кукута, Попајан, Букараманга, Тунха, Турбо, Буенавентура и Тумако.
Кликните на департман да бисте погледали чланак о њему.
|    | Департман      | Главни град            |
| 1  | Амазонас       | Летисија               |
| 2  | Антиокија      | Медељин                |
| 3  | Араука         | Араука                 |
| 4  | Атлантико      | Баранкиља              |
| 5  | Боливар        | Картахена              |
| 6  | Бојака         | Тунха                  |
| 7  | Ваље дел Каука | Кали                   |
| 8  | Ваупес         | Миту                   |
| 9  | Вичада         | Пуерто Карењо          |
| 10 | Гваинија       | Инирдија               |
| 11 | Гвавијаре      | Сан Хосе дел Гвавијаре |
| 12 | Гвахира        | Риоача                 |
| 13 | Какета         | Флоренсија             |
| 14 | Калдас         | Манизалес              |
| 15 | Касанаре       | Јопал                  |
| 16 | Каука          | Попајан                |
| 17 | Киндио         | Јерменија              |

|    | Департман                                 | Главни град                   |
| 18 | Кордоба                                   | Монтерија                     |
| 19 | Кундинамарка                              | Богота                        |
| 20 | Магдалена                                 | Санта Марта                   |
| 21 | Мета                                      | Виљависенсио                  |
| 22 | Нарињо                                    | Пасто                         |
| 23 | Норте де Сантандер                        | Кукута                        |
| 24 | Путумајо                                  | Мокоа                         |
| 25 | Рисаралда                                 | Переира                       |
| 26 | Сан Андрес, Провиденсија и Санта Каталина | Сан Андрес                    |
| 27 | Сантандер                                 | Букараманга                   |
| 28 | Сесар                                     | Ваљедупар                     |
| 29 | Сукре                                     | Синселехо                     |
| 30 | Толима                                    | Ибаге                         |
| 31 | Уила                                      | Неива                         |
| 32 | Чоко                                      | Кибдо                         |
| 33 | Дистрикт главног града Богота             | Дистрикт главног града Богота |

## Становништво
Са више од 49 милиона становника 2020. Колумбија је трећа земља по броју становника у Латинској Америци, док је почетком 20. века имала око четири милиона. Између 1975. и 2005. становништво се увећавало по годишњој стопи од 19 промила а процењује се да ће у раздобљу од 2005. до 2015. број становника расти по годишњој стопи од 12 промила. Године 2005. у Колумбији је више од 30% становништва било млађе од 15 година док је 5,1% било старије од 65 година.
Становништво је сконцентрисано у области Анда и дуж Карипске обале. Девет департмана на истоку земље који обухватају 54% територије имају мање од три посто становништву а густина насељености у тим крајевима је мања од једног становника по квадратном километру.
Половином 20. века дошло је до масовног сељења становништва у градове и данас је Колумбија једна од најурбанизованијих земаља у Латинској Америци. Градови су 1938. имали 31%, 1975. 60% а 2005. 72,7% становника. Само је број становника Боготе повећан са 300 хиљада на приближно осам милиона, колико има данас. Свеукупно у Колумбији седамдесет један град има више од сто хиљада становника. У 2010. Колумбија је била земља са највише интерно расељених особа на свету, процењује се да их је било око 4,5 милиона људи.
Више од 99,2% становника Колумбије говори шпански али се поред њега користи и 65 језика америчких индијанаца, два креолска и ромски језик. Енглески језик има службени статус на острвима Сан Андрес и Провиденсија.
Животни век је 74,79 година а смртност новорођенчади је 15,92 на хиљаду живорођених.
Стопа писмености је 93,4% а држава издваја 7,3% БДП-а за образовање.

### Етничке заједнице
Према попису становништва из 2005. године, 49% становника Колумбије су местици, или су особе европског и индијанског порекла. Око 37% становника је европског порекла (углавном шпанског и једним делом италијанског, португалског и немачког). Око 10,6% становника је афричког порекла, док домородачко становништво чини 3,4% становништва.
Белци живе углавном у градовима, посебно у Боготи. Становници већих градова су углавном местици и белци.

### Домородачки народи
Пре шпанске колонизације на територији данашње Колумбије живео је велики број домородачких народа. Многи од њих су се утопили у местике али они који су преостали представљају више од 85 различитих култура. У Колумбији постоји 567 резервата (шп. resguardos) намењених домороцима, који обухватају површину од 365.004 km², што је више од тридесет посто територије, и у њима живи више од 800.000 људи у преко 67.000 породица. Устав из 1991. признаје домородачке језике као службене на локалном нивоу а већина деце у овим областима има двојезичну наставу, на матерњем и на шпанском језику. 850.000 држављана Колумбије говори неки од домородачких језика као матерњи, а најраспрострањенији је гвахибо (23.006).
Неки од највећих домородачких народа су Вају, Аруакос, Муиска, Куна, Паез, Тукано, Гваибо. Каука, Гвахира и Гваинија су департмани где живи највећи број припадника домородачких народа.

### Имигрантске заједнице
Први талас модерне имиграције у Колумбију започели су шпански колонисти, након доласка Европљана 1499. године. Међутим, велики број Европљана и људи из Северне Америке је имигрирао у Колумбију крајем 19. и почетком 20. века, и у мањој мери Пољаци, Литванци, Енглези, Ирци, и Хрвати током и након Другог светског рата. Данас у Колумбију углавном мигрирају Венецуеланци, због политичких и привредних прилика у њиховој земљи.
Велики број имигрантских заједница налази се на карипској обали. У Баранкиљи, највећем колумбијском граду на обали Карипског мора, и у другим градовима на карипској обали је присутан велики број Палестинаца, Либанаца и осталих Арапа као и Јевреја и Рома. Тамо такође постоје и заједнице Кинеза и Јапанаца.
Црнци су из Африке довођени као робови, углавном у обалске крајеве, од 16. до 19. века. Данас постоје велике заједнице Афроколумбијаца дуж пацифичке и карипске обале. У департману Чоко, који се налази у северном делу пацифичке обале Колумбије, више од 80% становника чине црнци.

### Религија
Национални завод за статистику (DANE) не прикупља податке о вероисповести па је тешко одредити тачне податке. Међутим, на основу разних студија, више од 95% становника Колумбије су хришћани, највећи број њих (између 81 и 90%) су католици. Око један посто Колумбијаца су анимисти а мање од једног процента чине Јевреји, муслимани, хиндуисти и будисти. Међутим, око 60% испитаника у анкети листа „Ел Тјемпо“ (шп. El Tiempo) су рекли да не одлазе редовно у цркву.
Као и у остатку Латинске Америке, и у Колумбији долази до повећања броја протестаната, већина њих су обраћеници из католицизма у протестантизам. Сада протестанти чине између 10 и 13% становништва.

## Привреда
Упркос проблемима које стварају оружани сукоби, тржишна економија у Колумбији је у последњим деценијама 20. века стабилно расла, те је БДП увећаван по просечној годишњој стопи од четири процента у раздобљу од 1970. до 1998. године. До рецесије је дошло 1999. када је Колумбија по први пут после Велике депресије забележила негативан раст БДП-а током целе године. Опоравак од рецесије је био дуг и мукотрпан, међутим, последњих година Колумбија бележи високе стопе раста БДП-а. Тако је 2007. БДП повећан за 8,2% а током 2010. и 2011. БДП је порастао за 4,3 односно 5,9%.
У међувремену је индекс акција на Колумбијској берзи порастао са 1000 поена, у тренутку оснивања у јулу 2007. године, на више од 7300 поена у новембру 2008.
Међународни монетарни фонд процењује да је БДП, мерен према куповној моћи, износио 500 милијарди долара, што је Колумбију сврстало на треће место у Јужној Америци и 28. у свету. Такође БДП по становнику је 2012. износио 10.742 долара што Колумбију сврстава на 81. место у свету. Међутим, Колумбију карактерише велика несразмера у расподели дохотка.
Држава троши 37,9% БДП-а, од чега је једна четвртина намењена отплати државног дуга, који је у 2011. процењен на 44,6% БДП-а.
Проблеми са којима се суочава колумбијска привреда су слаба домаћа и инострана тражња, финансирање пензионог система, и незапосленост, која је крајем 2011. износила 10,8%. Стопа инфлације је релативно ниска последњих година, те је 2012. износила 2,44%. Колумбија као и друге земље Латинске Америке, има проблема са криминалом, корупцијом, као и са производњом дроге, јер је била највећи произвођач кокаина на свету . И у свету је имала лошу репутацију због кокаина и других дрога и нарко дилера босова као Пабло Ескобар .

У пољопривредном сектору запослено је 22,7% радно способних људи, и они остварују 11,5% БДП-а; у индустрији ради 18,7% радно способних људи и остварују 36% БДП-а, док у услужним делатностима ради 58,5% радно способних људи и остварују 52,5% БДП-а. Колумбија има велика природна богатства а највише извози нафту, угаљ, кафу, какао, дуван, ананас и друге пољопривредне производе, злато, текстил, хемијске производе, пластику и легуре метала.
Колумбија је највећи произвођач смарагда на свету, док око 70% цвећа које се увози у САД је из Колумбије. Најважнији трговински партнери Колумбије су САД, Европска унија, Венецуела и Кина .

## Култура
Захваљујући свом положају, у средишту америчког континента, бројни културни утицаји се испољавају у Колумбији. У савременој колумбијској култури може се уочити индијанско, шпанско, европско, афричко, карипско, америчко, арапско као и присуство латиноамеричког културног утицаја. Свој печат такође су дали процеси попут урбанизације, индустријализације, глобализације и остале политичке, друштвене и привредне промене.
Многи национални симболи, како предмети тако и мотиви, створени су из разноврсне колумбијске традиције с циљем да представе шта Колумбија и колумбијски народ имају заједничко.

### Књижевност и музика
Пре доласка Европљана код домородачких народа на подручју данашње Колумбије постојала је усмена књижевност чији је најсликовитији пример епска поема Легенда о Јурупарију. Током колонијалног раздобља истакнутији књижевници су били Ернандо Домингез Камарго са епском песмом San Ignacio de Loyola, Хуан Родригез Фрејле са делом El Carnero, и представница мистицизма часна сестра Франсиска Хосефа де Кастиљо.
Након стицања независности књижевност креће путем романтизма предвођена Антониом Нарињом, Хосеом Фернандезом Мадридом, Камилом Торесом Тенориом и Франсиском Антониом Зеом. У другој половини деветнаестог и почетком двадесетог века постаје популаран књижевни жанр костумбризмо; велики писци из овог периода су Томас Караскиља, Хорхе Исакс и Рафаел Помбо. Током овог периода аутори као што су: Хосе Асунсион Силва, Хосе Еустасио Ривера, Леон де Грејф, Порфирио Барба Ђакоб и Хосе Марија Варгас Вила су развили модернистички покрет. У Колумбији је 1872. основана Колумбијска академија језика, прва академија шпанског језика на америчком континенту. Канделарио Обесо је 1877. написао књигу песама Cantos Populares de mi Tierra, која представља прво литерарно дело неког Афроколумбијца.
Током 1939. и 1940. у Боготи је објављено седам књига песама под именом Камен и небо које су оставиле снажан утицај. Њих је приредио песник Хорхе Рохас. Наредне деценије, Гонзало Аранго је основао покрет „празнина“ као одговор на ондашње насиље; он је био под утицајем нихилизма, егзистенцијализма, и мисли још једног великог колумбијског писца: Фернанда Гонзалеза Очое. Током бума у латиноамеричкој књижевности, појавили су се успешни писци, предвођени добитником Нобелове награде Габријелом Гарсијом Маркесом и његовим великим делом Сто година самоће, Едвардом Кабаљером Калдероном, Мануелом Мехијом Ваљехом и Алаваром Мутисом, добитником награде Сервантес и награде Принц од Астурије за књижевност. Други значајнији савремени аутори су Фернандо Ваљехо и Херман Кастро Кајседо, писац са највећим тиражима својих дела у Колумбији после Гарсије Маркеса.

### Визуелна уметност
Уметност на тлу Колумбије је стара више хиљада година. Керамички предмети пронађени у Колумбији су најстарији на америчком тлу а начињени су око три хиљаде година пре нове ере.
Најранији примери уметничких радова начињених од злата везују се за припаднике народа Тумако са пацифичке обале и датирају око 325. године пре нове ере. Између 200. п. н. е. и 800. култура Сан Агустин ушла је у свој класични период. Припадници ове културе су подигли обредна средишта, саркофаге и велике монолитне стене осликавањем антропоморфних и зооморфних облика стена.
Колумбијска уметност је следила утицаје времена, па је од 16. до 18. века шпански католицизам имао огроман утицај на уметност у Колумбији, а након што су Бурбони преузели шпански трон популарни барокни стил је заменио рококо. Не тако давно, четрдесетих година 20. века, колумбијски уметници Педро Нел Гомез и Сантијаго Мартинез Делгадо основали су Колумбијски муралски покрет, истичући неокласичне карактеристике арт декоа.
Од педесетих година 20. века, колумбијска уметност почиње да развија сопствени изражај употребом фолклорних елемената. Примери оваквог изражавања су Грејфови портрети Игнасија Гомеза Хармиља, којима је приказана комбинација нових техника са традиционалним колумбијским мотивима. Карлос Кореа, са својом „Мртвом природом“ (шп. Naturaleza muerta en silencio), комбинује геометријску апстракцију и кубизам. Алехандро Обрегон се, захваљујући јединственом приступу, често сматра оцем модерног колумбијског сликарства и један је од најутицајнијих уметника тог доба. На његовим сликама преовлађују колумбијски пејзажи са симболичком и експресионистичком употребом животиња, нарочито андског кондора. Фернандо Ботеро и Омар Рајо су вероватно најпознатији колумбијски уметници у свету.

Колумбијско вајарство од 16. до 18. века углавном је приказивало религиозне мотиве у еклектичком стилу, под снажним утицајем шпанске школе црквеног вајарства. У првим годинама независности Колумбије, уметници су били усмерени на стварање скулптура политичара и јавних личности у чистом неокласицистичком правцу. Током 20. века, колумбијско вајарство почиње да развија смео и иновативан приступ са циљем постизања бољег разумевања националних осећања.
Фотографија је у Колумбији почела да се развија 1841. када је Жан-Баптист Луј Грос донео дагеротип. Јавна библиотека Пилото поседује највећу колекцију негатива у Латинској Америци и 1,7 милиона фотографије Колумбије насталих између 1848. и 2005. године.